# エビイモ
エビイモ（海老芋）は、サトイモ属ヤマサトイモの変種トウノイモ（唐芋、学名: Colocasia antiquorum var. toonoimo）の品種のひとつ。土寄せ等の独特の栽培を施したもので形状は湾曲している。湾曲して表面には横縞がありエビのように見えることが名前の由来とされている。おもに近畿地方で食べられている京都の伝統野菜で、京芋（きょういも）とも呼ばれる。収穫時期は10月上旬～11月中旬（出荷時期は11月上旬～12月中旬）で、京都府を中心に主に近畿地方で消費されている。

## 概要

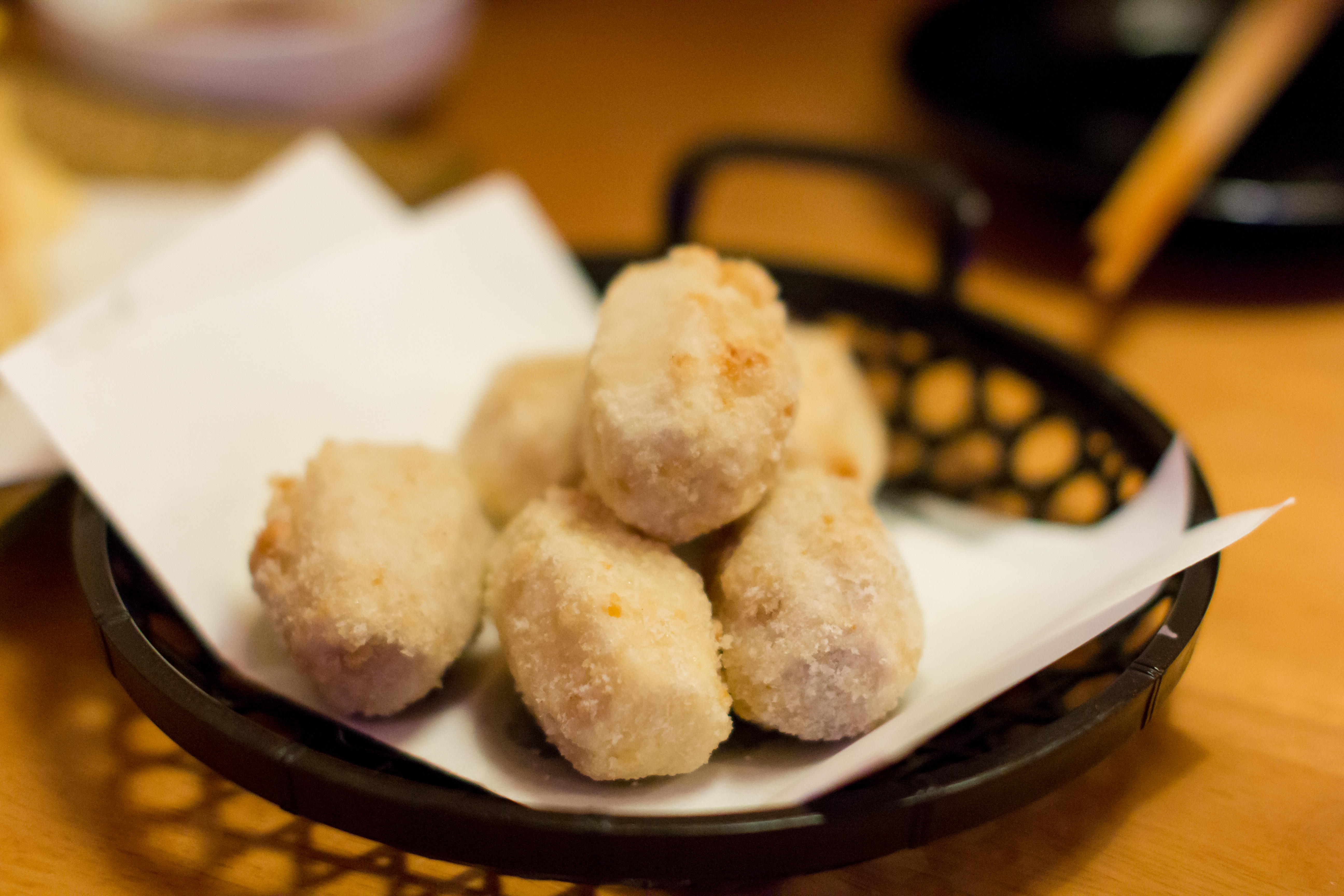
海老芋のからあげ

京野菜のひとつとして知られる根菜で、京都府内では主に精華町・京田辺市・舞鶴市などで生産され、府外の大阪府富田林市・兵庫県姫路市・徳島県・高知県などでも作られている。現在は全国シェアの8割が静岡県の旧豊岡村から旧竜洋町（現磐田市）にかけての天竜川東岸で収穫されており、日本一の産地となっている。ただ、生産量は農家の高齢化に伴い、年々減少している。
イモは先が細く、反り返った形をしており、表面の皮にはっきりした縞模様が出るのが特徴である。大きなものでは長さ20センチメートル (cm) 、重さは250グラム (g) ほどにもなる。また食味は、粘り気に富みよく締まった粉質の肉質、優れた風味と少しの甘みがあり、煮ても煮崩れせず、色も変化しない点が挙げられる。このため、一般的なサトイモとは違って高級食材として扱われている。海老芋を使った料理としては有名なものに京料理の芋棒があり、他にも島根県の津和野町ではエビイモを使った芋煮が郷土料理として作られている。
この他、親から子へ次々と増えて成長することから縁起物としても重用されている。エビイモの中にも種類があり、茎が赤いものを「唐芋（本海老）」、茎が青いもの（黄緑色のもの）を「女芋」と呼ぶ。

## 歴史

### 海老芋の誕生
江戸時代の安永年間（1772-81年）に、青蓮院宮（しょうれいいんのみや）が長崎の土産として持ち帰った里芋を仕えていた平野権太夫（芋棒で知られる京料理店「いもぼう平野家」の祖先）に栽培を託し、そこで採れた大型で良質の芋がエビイモの始まりとされている。「海老芋」の名もこの頃に名づけられ上鳥羽や九条で栽培がおこなわれるようになった。

### 磐田市での導入史
1927年（昭和2年）頃、磐田郡豊田町（旧井通村、現磐田市）役場の農事監督官であった熊谷一郎が、昭和の不況対策のための新作物として導入した。まず、豊田町気子島地区の農家によって試作され、1931年に出荷組合によって生産販売の基礎がつくられた。当時、この出荷組合は気子島部落の約50戸で構成され、作ったエビイモを大阪や京都、東京の問屋に出荷し、これらは10キログラムで1万円相当で取引されていた。
その後、気子島地区がエビイモ栽培によって高収入をあげていることが竜洋町豊岡（旧掛塚町）に伝わると、1938-39年にかけて竜洋町農業協同組合の組合長・伊藤弘がこれを栽培、良好な成績を得たのをきっかけに、この地域におけるエビイモ栽培が大きく発展した。1945年以降、同じ土壌条件である磐田市寺分や、豊岡村広瀬地区にも急速に普及し、磐田市はエビイモの一大産地として定着した。
豊岡村では、天竜川上流に佐久間ダム・秋葉ダムが完成したことから、洪水の心配が少なくなった昭和30年代初めに、本格的に栽培されるようになった。
当初は養蚕の後退に伴う桑に変わる転作作物として導入されたものであったが、昭和30年代半ばになると本場の京都や大阪周辺といった近畿地方のエビイモ産地が次々と住地化されていったため、中遠地方が主産地となり現在に至っている。

## 栽培

### 栽培の流れ
1. 土を耕す。
2. ビニール（マルチ）をかぶせる。
3. 芽が出る方を上にして種芋を株間30 cmほどあけて植えて、水をたくさんかける。種芋は育苗ポットに植えて催芽させ、芽が生長してから定植してもよい[4]。
4. 種芋が育ったら親芋の葉を2、3枚とる。（葉かき）
5. 株元に土寄せを行い、少しずつ何回も繰り返す。梅雨明けまでに2、3回行う[4]。
6. 葉が少し枯れてきた頃（10月から11月）に掘り上げて収穫する[4]。

「土寄せ」は親芋由来の茎と子芋由来の茎の間に土を入れる作業で、これを行わないと子芋が親芋から離れず、本来の海老芋のように湾曲した形にならない。

### 栽培の要領
肉付きの良いエビイモを生産するには、肥沃な透水性のある適度な湿度が保たれる土壌であることが望ましい。また種芋の大きさは、40-80グラム（大きさは揃える）が良い。10アールあたりでの種芋の数は、800-900個必要である。
栽培上重要なことは、施肥の量と時期である。エビイモは肥料障害を受けやすいため、植え付け時の決定は土壌の水分状態を見て行い、植え付けは雨降直後の土が充分湿気を保っている時が良い。土が乾燥気味の時は、2週間前に施した肥料でも障害が出る場合があり、したがって乾燥しているときは、灌水する必要がある。灌水不可能な場合は、元肥を種芋の下に施さないで株間に施すように留意する。追肥を施す場合でも、細心の注意と工夫が必要で、例えば追肥を4回に分施するのも肥料障害回避のためである。
その他の特記すべき点に摘葉・摘茎があり、子芋の肥大に欠かせない作業のひとつである。親芋の茎葉を除くことによって、親芋の葉の先端が湾曲して十分展開しなくなり、これが子芋の肥大に好影響を及ぼす。